# Ganerbschaft Treffurt
Die Ganerbschaft Treffurt war eines der kleinsten Territorien des Heiligen Römischen Reiches. Sie wurde wie die zu ihr gehörige Vogtei Dorla von 1333 bis 1802 als Ganerbschaft gemeinschaftlich von der Landgrafschaft Hessen (in deren Rechtsnachfolge der Landgrafschaft Hessen-Kassel), der Landgrafschaft Thüringen (in deren Rechtsnachfolge dem Kurfürstentum Sachsen) und dem Erzbistum Mainz verwaltet.
Bis zur vollständigen Abtretung an das Königreich Westphalen 1807 bildete es als Ganerbschaft den räumlichen Bezugspunkt für die Einforderung landesherrlicher Abgaben und Frondienste, für Polizei, Rechtsprechung und Heeresfolge.

## Geographische Lage

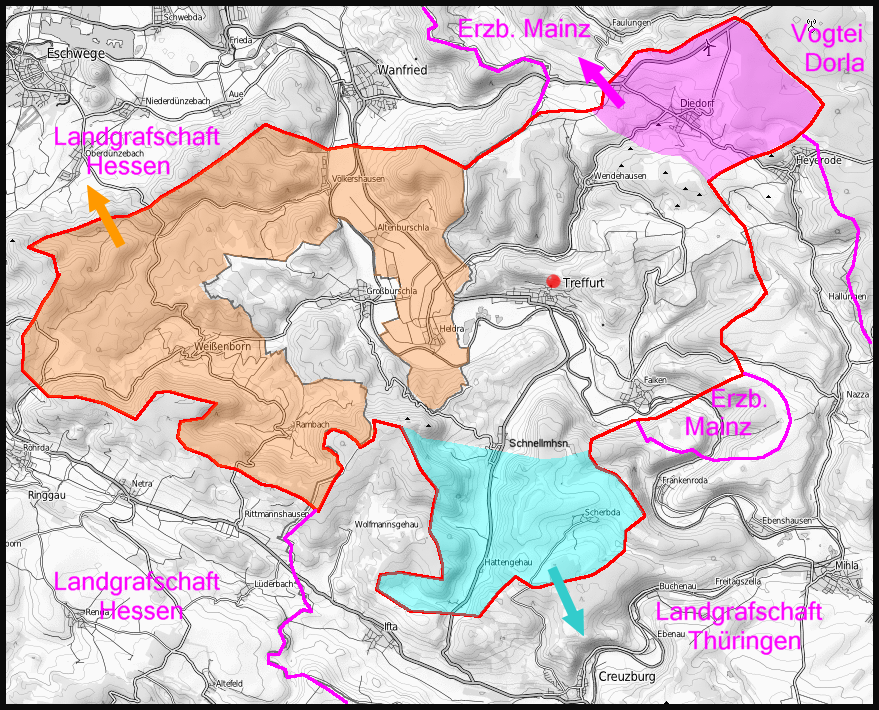
Lage und Ausdehnung der ursprünglichen Herrschaft Treffurt, farbig markierte Gebietsabtretungen (1336)

Die Ganerbschaft Treffurt lag zwischen der Landgrafschaft Hessen im Westen, dem zu Kurmainz gehörigen Eichsfeld im Norden, dem zum Kurfürstentum Sachsen gehörenden Amt Langensalza im Osten sowie den ernestinischen Herzogtümern Sachsen-Eisenach (Amt Creuzburg) und Sachsen-Gotha (Exklave Amt Haineck) im Süden.
Die Orte der Ganerbschaft Treffurt lagen nördlich der Stadt Eisenach an der Werra im äußersten Westen des heutigen Freistaats Thüringen. Nördlich von Treffurt beginnt das Eichsfeld. Östlich von Treffurt erstreckt sich der Hainich, westlich der Schlierbachswald und im Süden der Ringgau. Eine bekannte Erhebung im Gebiet ist der Heldrastein mit der Kanzel (503,8 m ü. NN).
Heute gehört der größere Südteil des Gebiets zur Stadt Treffurt im Wartburgkreis. Die nördlichen Orte Schierschwende und Wendehausen gehören gegenwärtig der Gemeinde Südeichsfeld im Unstrut-Hainich-Kreis an. Die Westgrenze der ehemaligen Herrschaft Treffurt ist bis heute die Grenze zum Land Hessen. Zwischen 1945 und 1990 bildete sie die Innerdeutsche Grenze, so dass die Region im Sperrgebiet der DDR lag.

## Angrenzende Verwaltungseinheiten
Die angegebenen angrenzenden Herrschaften beziehen sich auf die Herrschaft Treffurt ohne die Vogtei Dorla.
| Landgrafschaft Hessen-Kassel (Amt Wanfried) | Erzstift Mainz (Staat Eichsfeld, Amt Bischofstein) | Erzstift Mainz (Staat Eichsfeld, Amt Bischofstein) |
| Landgrafschaft Hessen-Kassel (Amt Eschwege) | Kompassrose, die auf Nachbargemeinden zeigt        | Herzogtum Sachsen-Gotha (Exklave Amt Haineck)      |
|                                             | Herzogtum Sachsen-Eisenach (Amt Creuzburg)         |                                                    |

## Geschichte

### Vorgeschichte
Die Siedlung Treffurt wurde 1104 erstmals in einer Urkunde des Erzbischofs Ruthard von Mainz erwähnt. Sie lag an der Kreuzung zweier Handelsstraßen. Hier führten einst drei Furten über die Werra, woher sich der Name „Treffurt“ (von „Driefurt“) ableitet. Zum Schutze der Furten wurde bereits im 11. Jahrhundert mit der Anlage der Burg Normannstein begonnen, welche die Treffurter Ritter als Wohnsitz nutzten.

### Die Herren von Treffurt
Die Herren von Treffurt (Trifurte, Drivordia, Drevurt) traten zuerst 1104 mit Bilgerim (Pilgrim) in einer erzbischöflichen Mainzer Urkunde in Erscheinung. Ihr Besitz umfasste unter anderem die Orte Falken, Großburschla, die Hälfte von Schnellmannshausen, Wendehausen, Kleintöpfer, die Stadt Treffurt und die Stammburg Normannstein. Weiterhin verfügten sie über die hohe Gerichtsbarkeit in der Vogtei Dorla und über die Vogtei über die Stiftskirche in Oberdorla.
Um die Wende zum 14. Jahrhundert wurden die Herren von Treffurt zu Raubrittern und plünderten immer wieder Dörfer in den angrenzenden Landgrafschaften Thüringen und Hessen wie auch in dem zum Kurfürstentum Mainz gehörenden Eichsfeld.
1333 kam es daraufhin zu einer Belagerung von Stadt und Burg Treffurt durch den Landgrafen von Hessen, den wettinischen Landgrafen von Thüringen sowie den Mainzer Erzbischof. Die Ritter mussten ihre Burg verlassen, kehrten aber bald wieder zurück, was zu einer erneuten Belagerung führte, die 1336 mit der endgültigen Vertreibung der Herren von Treffurt endete.

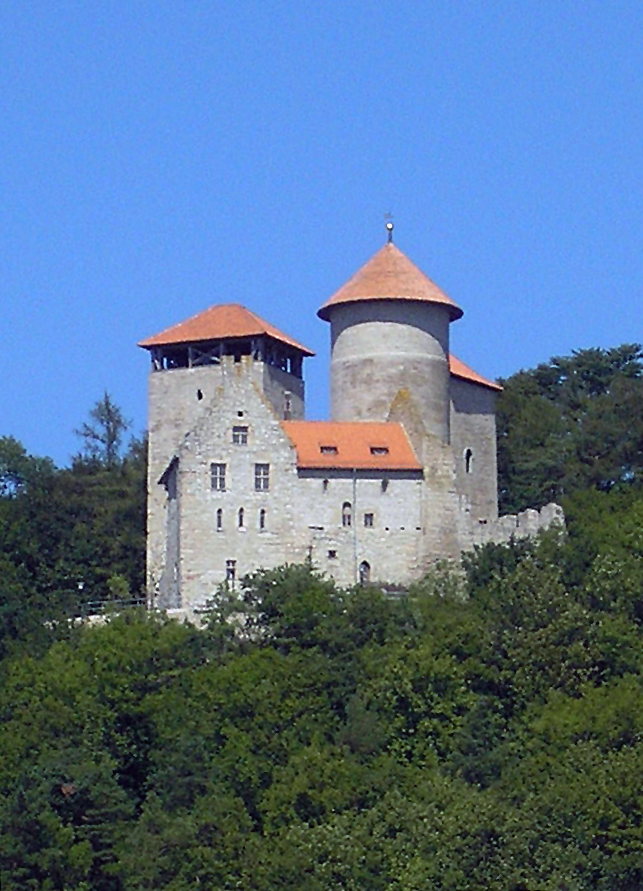
Burg Normannstein

### Zeit des Ganerbenverhältnisses
Im Burgfrieden von 1336 übernahmen die Sieger je zu einem Drittel den gesamten Besitz der Herren von Treffurt. Die Herrschaft Treffurt und die Vogtei Dorla wurden seitdem vom Mainzer Erzbischof und den Landgrafschaften Hessen und Thüringen bzw. deren Rechtsnachfolgern, der Landgrafschaft Hessen-Kassel und dem Kurfürstentum Sachsen, als Ganerbschaft verwaltet.
Das zur Landgrafschaft Thüringen gehörende ganerbliche Drittel ging durch die Leipziger Teilung 1485 je zur Hälfte an das albertinische und das ernestinische Sachsen über. Letzteres gab 1588 im Vertrag von Friedewald seinen Herrschaftsanteil im Tausch an die Landgrafschaft Hessen-Kassel ab. Die Verwaltung des albertinischen Anteils übernahm zunächst der Amtmann von Langensalza, nach 1656/57 das Kreisamt Tennstedt.
Die Landgrafschaft Hessen-Kassel war 1567 durch Erbteilung der Landgrafschaft Hessen entstanden und hatte den hessischen Herrschaftsanteil an der Ganerbschaft übernommen. Durch die Übernahme des sächsisch-ernestinischen Sechstels verfügte Hessen-Kassel seitdem über die Hälfte des Eigentumsrechts an der Herrschaft Treffurt. 1591 wurde dem Landgrafen Wilhelm IV. von Hessen-Kassel auch vertraglich die Hälfte der Ganerbschaft zugesprochen. Seit 1627 gehörte dieser Anteil unter der Landeshoheit von Hessen-Kassel zum teilsouveränen Fürstentum Hessen-Rotenburg, seit 1676 zu Hessen-Wanfried (beide zur Rotenburger Quart gehörig).
1736 vertauschte die Landgrafschaft Hessen-Kassel ihre Hälfte der Ganerbschaft Treffurt an das Kurfürstentum Sachsen, um sich im Gegenzug der kursächsischen Ansprüche auf die Reichslehen der Grafschaft Hanau-Münzenberg zu entledigen, deren Erbschaft Hessen-Kassel anstrebte. Das Kurfürstentum Sachsen verfügte seitdem über zwei Anteilsdrittel an der Herrschaft Treffurt.

### 1802 bis 1945

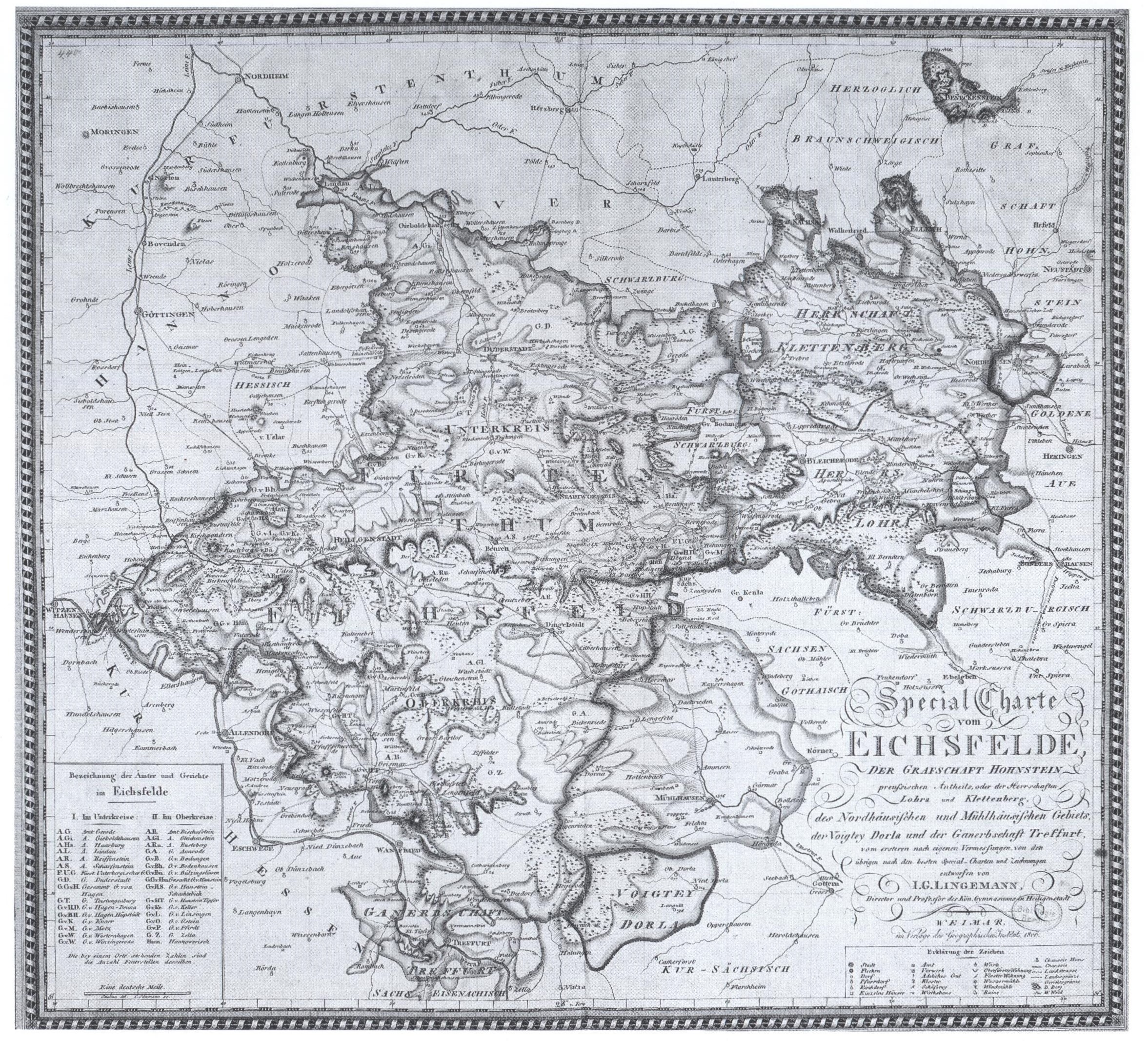
Die Ganerbschaft (am unteren Kartenrand) Anfang des 19. Jahrhunderts

Im Reichsdeputationshauptschluss von 1803 wurde der kurmainzische Kirchenstaat aufgelöst (Säkularisation) und das gesamte zu ihm gehörige Eichsfeld dem Königreich Preußen als Ersatz für verlorengegangene linksrheinische Gebiete zugesprochen, welches daraus das Mediat-Fürstentum Eichsfeld bildete.
Damit fielen der kurmainzische Ganerbschaftsanteil über die benachbarte Herrschaft Treffurt und alle Ganerbschaftsanteile an der Vogtei Dorla ebenfalls an Preußen. Während die Ganerbschaft Treffurt nun gemeinschaftlich von Kursachsen zu zwei Dritteln und Preußen zu einem Drittel verwaltet wurde, wurde die Vogtei Dorla 1803 dem preußischen Fürstentum Eichsfeld angegliedert.
Im Zuge der Napoleonischen Kriege kam das Fürstentum Eichsfeld 1806/1807 zum Königreich Westphalen unter König Jérôme Bonaparte. Die Vogtei Dorla bildete nun als Kanton Dorla die Südostecke des Distrikts Heiligenstadt im Departement des Harzes des Königreichs Westphalen.
Auch die angrenzende Herrschaft Treffurt kam 1807 unter Abtretung des kursächsischen Anteils an das Königreich Westphalen und wurde nun entlang der Werra geteilt. Die nördlich der Werra gelegenen Orte Treffurt, Wendehausen, Falken und Schierschwende kamen zum Kanton Treffurt im Distrikt Heiligenstadt. Die südlichen Orte Großburschla und die Hälfte von Schnellmannshausen kamen als Teil des Kantons Aue zum Distrikt Eschwege im Departement der Werra.
Das Königreich Westphalen löste sich nach der Völkerschlacht bei Leipzig im Jahr 1813 auf. Ende Oktober 1813 übernahm ein preußisches Militärgouvernement die Verwaltung der ehemaligen preußischen Besitzungen.
Somit kamen Ende des Jahres 1813 die Orte der ehemaligen Ganerbschaft Treffurt und der Vogtei Dorla wieder zu Preußen und wurden nach der territorialen Neugliederung Preußens im Jahr 1816 dem Landkreis Mühlhausen i. Th. im Regierungsbezirk Erfurt der preußischen Provinz Sachsen angegliedert, zu dem sie bis 1945 gehörten. Der Landrat des Landkreises Mühlhausen hatte seinen Sitz im Mainzer Hof in Treffurt, während sich das Landratsamt in Mühlhausen befand. 1945 wurde der Landkreis Mühlhausen i. Th. dem Land Thüringen zugeordnet. 1946 erfolgte durch Beschluss des Thüringer Landtags die Vereinigung der beiden Ortsteile von Schnellmannshausen, wodurch der Ort insgesamt zum Landkreis Eisenach kam.

### 1945 bis zur Gegenwart
In den Jahren 1950 bis 1952 wurde im Rahmen der Kreisreformen in der DDR der Landkreis Mühlhausen i. Th. aufgelöst und ein verkleinerter Kreis Mühlhausen neu gebildet, welcher 1952 dem Bezirk Erfurt zugeordnet wurde. Bei der Kreisreform 1950 wechselten die Stadt Treffurt, die Orte Falken, Großburschla und Kleintöpfer in den Landkreis Eisenach, welcher ab 1952 mit neuen Grenzen als Kreis Eisenach ebenfalls zum Bezirk Erfurt gehörte.
Hemmend wirkte sich in der Folgezeit die deutsche Teilung auf die Orte der ehemaligen Ganerbschaft Treffurt aus, da sie nun direkt an der innerdeutschen Grenze lagen. Der Ort Großburschla, der territorial zu etwa 90 % von hessischem Gebiet umschlossen ist, war somit praktisch vollständig isoliert. Im Jahre 1964 mussten infolge der verschärften Grenzsicherung der DDR die isoliert liegenden Orte Kleintöpfer und Karnberg als grenznahe Kleinsiedlungen aufgegeben werden. Beide wurden in diesem Jahr kurz vor ihrem Abriss von Treffurt (Kreis Eisenach) nach Wendehausen (Kreis Mühlhausen) umgegliedert.
Bei der Kreisreform im Freistaat Thüringen im Jahr 1994 ging der Kreis Mühlhausen mit Wendehausen, Schierschwende, Oberdorla, Niederdorla und Langula im Unstrut-Hainich-Kreis auf. Treffurt, Falken, Großburschla und Schnellmannshausen kamen mit dem restlichen Landkreis Eisenach zum neu gegründeten Wartburgkreis.

## Verwaltung der Ganerbschaft Treffurt und der Vogtei Dorla

### Administrative Verwaltung

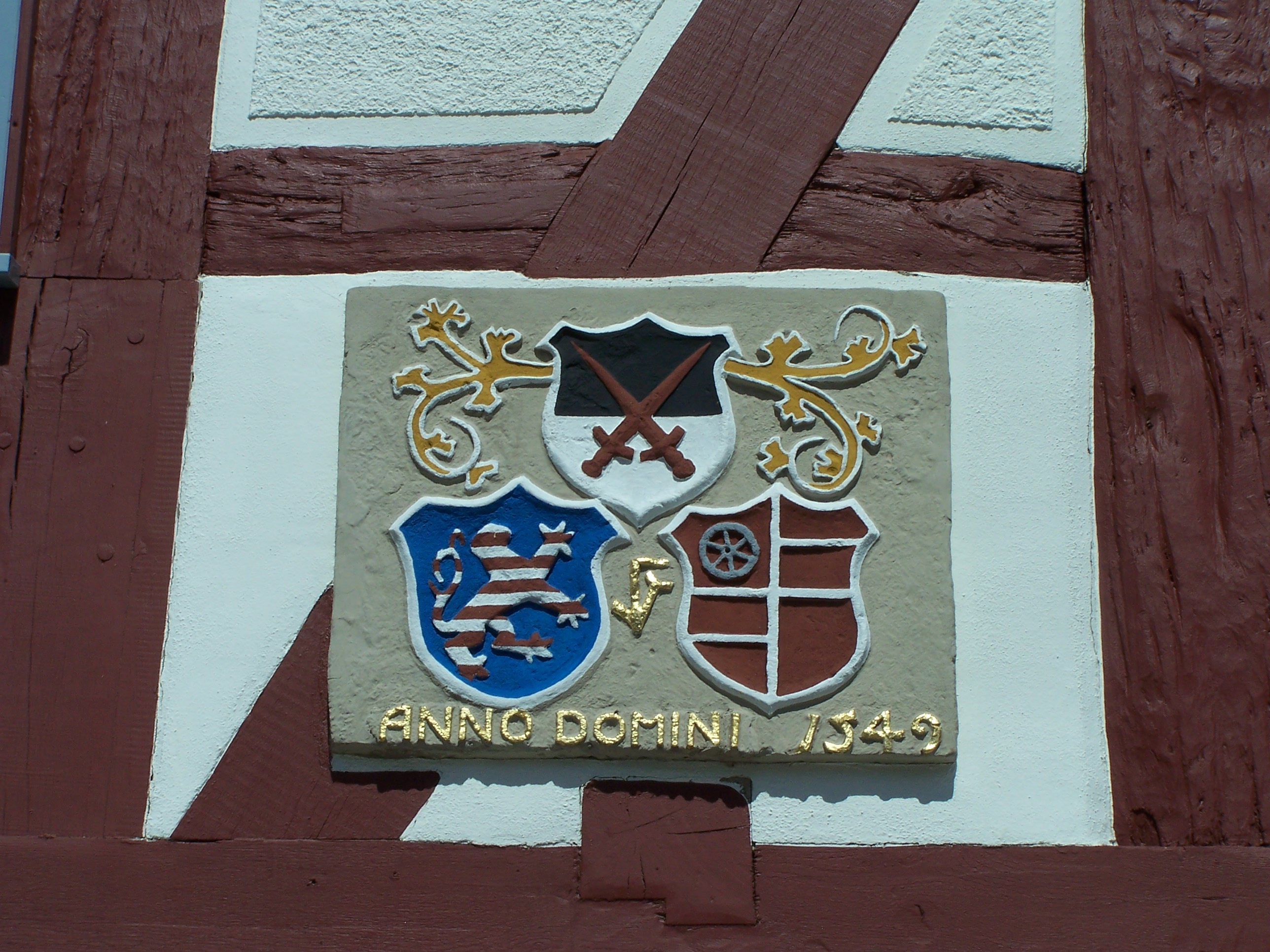
Wappentafel der Ganerben am Treffurter Rathaus (1549)

Gemäß dem Burgfrieden von 1333/36 wurde die Herrschaft Treffurt gemeinschaftlich auf der Basis des Dreiteilungsprinzips regiert (Ganerbschaft), unabhängig von den jeweiligen Herrschaftsanteilen der Ganerben. Die landesherrliche Hoheit, welche Regalien, kriminal- und vogteiliche Obrigkeit, Huldigung, Zoll, Steuer sowie militärische Belange beinhaltete, wurden den drei Herren gleichberechtigt zugestanden. Klagen wurden nach sächsischem Recht behandelt.
In den zur Herrschaft Treffurt zählenden Orten bestanden in Einzelfällen abweichende, die Situation komplizierende Rechtsverhältnisse. So gehörte z. B. Kleintöpfer zum hessischen Anteil, Schierschwende zum sächsischen Anteil, Wendehausen und die Vogtei Dorla zum kurmainzischen Anteil, Falken und Großburschla waren dreigeteilt. Jeder Kondominus stellte einen Amtmann bzw. Vogt, welcher auch außerhalb der Ganerbschaft sein Amtsgebiet hatte. Dies waren der kurmainzische Oberamtmann des Eichsfelds, der kursächsische Amtmann von Salza (ab 1656/57 das Kreiskommissariat Tennstedt) und der hessische Landvogt an der Werra (zeitweise zum Teilfürstentum Hessen-Rotenburg gehörig). Zeitweise hatten auch die ernestinischen Wettiner einen eigenen Amtmann. Gemeinsam wurden von allen drei Ganerben bzw. ihren Vögten die Torwachen, der Amtsschultheiß und der Amtsschreiber (ab 1501), der Fronbote (nach 1577) und die beiden Holzförster ernannt, die auf alle drei Herren vereidigt wurden. Um 1600 wurde für diese Ernennung ein Turnus festgelegt. Im ausgehenden Mittelalter verließen die Amtsleute die unnütz gewordene Burg Normannstein und verwalteten die Besitztümer fortan aus dem Hessischen, dem Sächsischen und dem Mainzer Hof in Treffurt.
In unregelmäßigen Abständen wurden sogenannte „Ganerbentage“ einberufen, welche zur einstimmigen Beschlussfassung der drei gleichberechtigten Kondomini wichtig waren. Sie dienten der Lösung von Angelegenheiten, die nicht mehr unter den Amtsvögten zu klären waren oder den fürstlichen Regierungen als dringlich und wichtig galten. Weiterhin wurden sie einberufen, wenn Handlungsbedarf bestand. Die Delegationen der Ganerbentage bestanden aus hochrangigen Mitgliedern der fürstlichen Höfe, Regierungsmitarbeitern und den in der Herrschaft Treffurt tätigen Amtmännern. Diese besonderen Ganerbentage fanden in der Regel alle vier bis fünf Jahre statt, allerdings gab es auch Perioden mit 10- bis 20-jähriger Unterbrechung. Neben der gemeinsamen Beratung über Meinungsunterschiede und Ansprüchen war auch die Dokumentation der Besprechungen ein wichtiger Bestandteil der Tage. Ein Problem war eine gewisse Schwerfälligkeit bei nicht erzielter Einigung, da das Problem dann vertagt wurde oder an das Reichskammergericht ausgelagert wurde.

### Konfessionelle Situation in der Ganerbschaft Treffurt und der Vogtei Dorla
Die Ganerbschaft Treffurt mit der Vogtei Dorla waren monokonfessionell verfasst. Der Burgfrieden von 1333/36 sah eine alternierende Besetzung der drei ehemals im Besitz der Herren von Treffurt befindlichen Patronatspfarreien – der Treffurter Stadtkirche St. Bonifatius, Falken und Schnellmannshausen – im Turnus Sachsen, Kurmainz und Hessen vor. In der Landgrafschaft Hessen wurde 1526 infolge der Homberger Synode die Reformation eingeführt. Somit präsentierte Hessen 1527 in Falken und 1534 in Treffurt den ersten protestantischen Pfarrer. Im albertinischen Sachsen wurde die Reformation erst 1539 offiziell eingeführt. Die Ganerben arbeiteten in den Treffurter Pfarreiangelegenheiten gemäß den traditionellen säkularen Herrschaftsnormen zusammen. In der Pfarrei Schnellmannshausen hingegen, die herrschaftlich nur zur Hälfte zur Ganerbschaft, zur anderen Hälfte zum ernestinischen Sachsen gehörte, drängten Sachsen und Hessen den kurmainzisch-katholischen Kondominus im Zuge der Bauernunruhen 1525 aus den Patronatsrechten hinaus.
Auf dem Gebiet der Ganerbschaft befanden sich weiterhin das Stift Großburschla und das Kollegiatstift St. Peter und Paul in Oberdorla. Das im 9. Jahrhundert gegründete Stift Großburschla stand unter dem Patronat des Hochstifts Fulda und wurde Mitte des 12. Jahrhunderts in ein säkulares Chorherrenstift umgewandelt. Mit der Aufhebung des Klosterguts in der Landgrafschaft Hessen begann ab 1527 bis zur Transferierung des Stifts nach Fulda im Jahr 1650 eine massive hessische Einflussnahme, welches auch in der Einsetzung protestantischer Pfarrer, nach 1600 calvinistischer Pfarrer stattfand. Dabei erfuhr das Kollegiatstift keine Unterstützung durch das Erzstift Mainz, 1583 übertrug letzteres seine Anteilsrechte an Großburschla einschließlich der Schutzvogtei über die Stiftskirche an Hessen-Kassel. Das „Kollegiatstift St. Peter und Paul“ im Vogteiort Oberdorla verwaltete bis in die Reformationszeit ein eigenes Archidiakonat des Mainzer Erzbistums. Es wurde 1472 mit Genehmigung des Erzbischofs von Mainz ins albertinisch-sächsische (Langen-)Salza verlagert und somit dem Einfluss von Kurmainz entzogen. In der Vogtei Dorla verbreitete sich die Reformation frühzeitig, worauf der katholische albertinische Herzog Georg von Sachsen 1527 die Prediger in Ober- und Niederdorla verhaften ließ. Im Zuge der Bauernkriegsunruhen und der Bestrafung der Reichsstadt Mühlhausen, welche in dieser Zeit im Pfandbesitz der Vogtei Dorla war, riss Sachsen die Patronatsrechte in der Vogtei endgültig an sich. Aus Angst vor einer Rekatholisierung übertrug die Gemeinde Langula ihr vom Mainzer Erzbischof 1303 empfangenes Präsentationsrecht dem evangelischen Landgrafen von Hessen. Bezüglich der Verfolgung der Täufer in der Vogtei handelten die drei Kondimini in Übereinstimmung, da man in ihnen eine Bedrohung der säkularen Herrschaft sah.
Mitte des 16. Jahrhunderts war die Ganerbschaft Treffurt infolge der religionspolitischen Entwicklung protestantisch geworden. Dies geschah einerseits durch legale Konfessionsänderung, andererseits durch Anmaßung des Patronatsrechts. Einzig das unter kurmainzischem Einfluss stehende Wendehausen blieb katholisch. Der Mainzer Erzbischof war nun als katholischer Kondominus Herr in einer protestantischen Herrschaft, in der er über keine Patronatsrechte mehr verfügte, die er eigenständig nutzen konnte. Jedoch war er als Kondominus an den Patronatsrechten der Treffurter Ganerbschaftsorten zu je einem Drittel beteiligt. An den vogteiischen Patronatsrechten hatte er keinen Anteil mehr. Nachdem in der Landgrafschaft Hessen zu Beginn des 17. Jahrhunderts der Calvinismus eingeführt wurde, kam es zu Konflikten um die Kirchenhoheit in der Ganerbschaft mit dem lutherischen Kurfürstentum Sachsen. Letzteres konnte aber trotz seines 1/6-Anteils seine Führungsrolle in der Konfessionspolitik behaupten, wodurch die Ganerbschaft lutherisch blieb. Seit Anfang des 17. Jahrhunderts bestimmte die Superintendentur im kursächsischen Langensalza über die kirchlichen Angelegenheiten der Ganerbschaft Treffurt und der Vogtei Dorla.

## Zugehörige Orte
Städte
- Treffurt mit der Burg Normannstein

Dörfer der Herrschaft Treffurt
- Falken mit den Wüstungen „Reimannshausen“ und „Breitenberg“ (auch als „Hinterscherbda“ bezeichnet) und dem Gut Taubenthal
- Großburschla
- Kleintöpfer mit Vorwerk Karnberg
- Schierschwende mit dem Gut Schönberg
- Schnellmannshausen (Unterdorf) (das Oberdorf gehörte zum Herzogtum Sachsen-Eisenach, Amt Creuzburg)
- Wendehausen mit dem Vorwerk Karnberg und dem Gut Scharfloh und den Wüstungen Grünrode, Sifterode

von der Ganerbschaft ausgegliederte Dörfer:
- Diedorf 1547 dem kurmainzischen Amt Bischofstein zugefügt
- Heyerode 1579 dem kurmainzischen Amt Bischofstein zugefügt

Dörfer der Vogtei Dorla
- Oberdorla
- Niederdorla
- Langula

## Sonstiges
Die früheste kartographische Darstellung findet sich auf der 1603 angefertigten und 1615 verbessert vorgelegten Übersichtskarte zur Amtsbeschreibung Abriß der gantzen gemeinen Ganerbschafft Trefurt, auch des Genicks und daran anstoßender Chur- und Fürstlicher Gränitzen Anno 1615.